# Ріхард Новаковський
Ріхард Новаковський (нім. Richard Nowakowski; 27 вересня 1955) — німецький боксер, призер Олімпійських ігор, чемпіонату світу та чемпіон Європи серед аматорів.

## Аматорська кар'єра
На Олімпійських іграх 1976 завоював срібну медаль.
- У 1/16 фіналу переміг Рубена Мареса (Філіппіни) — 5-0
- У 1/8 фіналу переміг Бехзада Гхаеді Барде (Іран) — RSC 3
- У чвертьфіналі переміг Георге Чокіна (Румунія) — RSC 3
- У півфіналі переміг Лешека Коседовського (Польща) — 5-0
- У фіналі програв Анхелю Еррера Вера (Куба) — TKO 2

На чемпіонаті Європи 1977 став чемпіоном.
- У чвертьфіналі переміг Цачо Андрейковськи (Болгарія) — 3-2
- У півфіналі переміг Віктора Рибакова (СРСР) — 4-1
- У фіналі переміг Романа Готфрида (Польща) — 5-0

На чемпіонаті світу 1978 програв у першому бою Цачо Андрейковськи (Болгарія).
На чемпіонаті Європи 1979 завоював бронзову медаль у легкій вазі.
- У 1/8 фіналу переміг Мустафу Кеддарі (Франція) — 5-0
- У чвертьфіналі переміг Андраша Ботоша (Угорщина) — 4-1
- У півфіналі програв Віктору Дем'яненко (СРСР) — 0-5

На Олімпійських іграх 1980 завоював бронзову медаль.
- У 1/16 фіналу переміг Кристофера Оссаі (Нігерія) — 5-0
- У 1/8 фіналу переміг Джеффрі Ньєко (Уганда) — RSC 3
- У чвертьфіналі переміг Джорджа Гілбоді (Велика Британія) — 5-0
- У півфіналі програв Віктору Дем'яненко (СРСР) — RSC

На чемпіонаті Європи 1981 став чемпіоном.
- В 1/8 фіналу переміг Рауля Траперо (Іспанія) — 5-0
- У чвертьфіналі переміг Тодора Павлова (Болгарія) — 5-0
- У півфіналі переміг Сєрика Нурказова (СРСР) — 3-2
- У фіналі переміг Кшиштофа Коседовського (Польща) — 4-1

На чемпіонаті світу 1982 завоював бронзову медаль.
- У 1/16 фіналу переміг Сабера Сараг (Єгипет) — 5-0
- У 1/8 фіналу переміг Факсина Зюмера (Туреччина) — 5-0
- У чвертьфіналі переміг Мирослава Шандора (Чехословаччина) — RSCI 2
- У півфіналі програв Адольфо Орта (Куба) — 1-4

1983 року завершив кар'єру в збірній НДР. У лютому 1989 року, поїхавши до ФРН, не повернувся звідти в НДР. 1990 року взяв участь в Кубку світу 1990 під прапором ФРН, програвши у першому бою Камалю Маржуану (Марокко) — 9-30.